# Retiscrupocellaria jolloisi
Retiscrupocellaria jolloisi är en mossdjursart som först beskrevs av Jean Victor Audouin 1826.  Retiscrupocellaria jolloisi ingår i släktet Retiscrupocellaria och familjen Candidae. Inga underarter finns listade i Catalogue of Life.